# Trillium catesbaei
Trillium catesbaei är en nysrotsväxtart som beskrevs av Stephen Elliott. Trillium catesbaei ingår i släktet treblad, och familjen nysrotsväxter. Inga underarter finns listade.